# Radiumazid
Radiumazid ist eine anorganische chemische Verbindung des Radiums aus der Gruppe der Azide und das Radiumsalz der Stickstoffwasserstoffsäure. Es ist ein weißer, kristalliner Feststoff.
Um es herzustellen, muss man zunächst Radiumcarbonat mit wässriger Stickstoffwasserstoffsäure zur Reaktion bringen und dann den Rest der Lösung verdampfen.
Radiumazid zersetzt sich, wenn es zu einer Temperatur von 180–250 °C erhitzt wird:
{\displaystyle {\ce {Ra(N3)2 -> Ra + 3 N2}}}